# Middellandse Zee-overeenkomst
De Middellandse Zee-overeenkomst of Middellandse Zee-entente (Duits: Mittelmeerabkommen of Mittelmeerentente; Engels: Mediterranean Agreements; Frans: Entente de la Méditerranée) is een verdrag dat het Verenigd Koninkrijk en Italië sloten op 12 februari 1887 onder de bemiddeling van de Duitse rijkskanselier Otto von Bismarck. Op 24 maart 1887 trad ook Oostenrijk-Hongarije toe tot het verdrag en op 4 mei ook Spanje.
De ondertekenende partijen kwamen in het verdrag overeen om het status quo in het Middellandse Zeegebied te handhaven. In de praktijk was de overeenkomst echter gericht tegen Ruslands expansie op de Balkan en aan de zee-engtes van de Bosporus en de Dardanellen. Daarnaast werd de aanwezigheid van het Ottomaanse Rijk erkend en werd Italië's positie tegenover die van Frankrijk versterkt.
Door middel van de Middellandse Zee-overeenkomst slaagde Bismarck erin om het Verenigd Koninkrijk nauwer bij de Driebond te betrekken, zonder dat het Duitse Keizerrijk lid van de Middellandse Zee-entente werd. Het verdrag verloor echter gauw aan betekenis door de toenadering tussen het Verenigd Koninkrijk en Rusland. Nadat de Duitse keizer Willem II de Britten had geschoffeerd met het Krugertelegram, werd de Middellandse Zee-overeenkomst ontbonden in 1896.
Bismarcks bemiddeling bij dit verdrag is ook zichtbaar in het Duits-Russische Herverzekeringsverdrag. In een geheime bijlageclausule bij het Herverzekeringsverdrag had Bismarck Rusland steun toegezegd bij diens expansionistische ambities. Door zijn bemiddeling bij het Middellandse Zee-verdrag ging Bismarck weliswaar niet de jure in tegen het Herverzekeringsverdrag, maar wel tegen de geest van de geheime clausule.